# Bagger 288

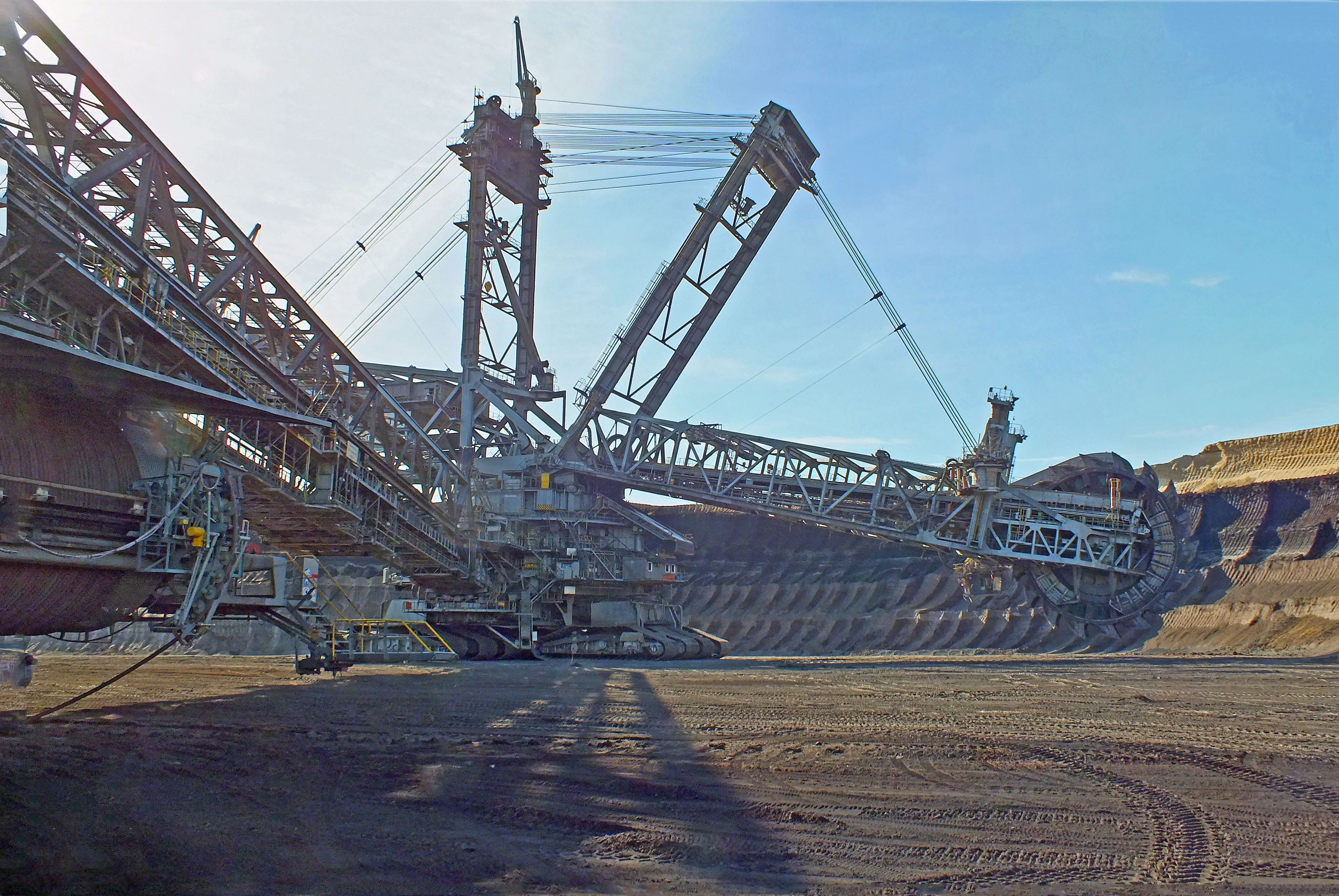
La Bagger 288 a l'any 2012.

La Bagger 288 (que vol dir Excavadora 288 en alemany), és una excavadora minera construïda per l'empresa alemanya de construcció Krupp. És una excavadora de roda dentada i una màquina mòbil utilitzada per a mineria a cel obert. La Bagger 288 va ésser construïda per la companyia de fabricació d'excavadores Marion Power Shovel Company i considerat el vehicle més gran del món amb 13 500 tones.

## Objectiu

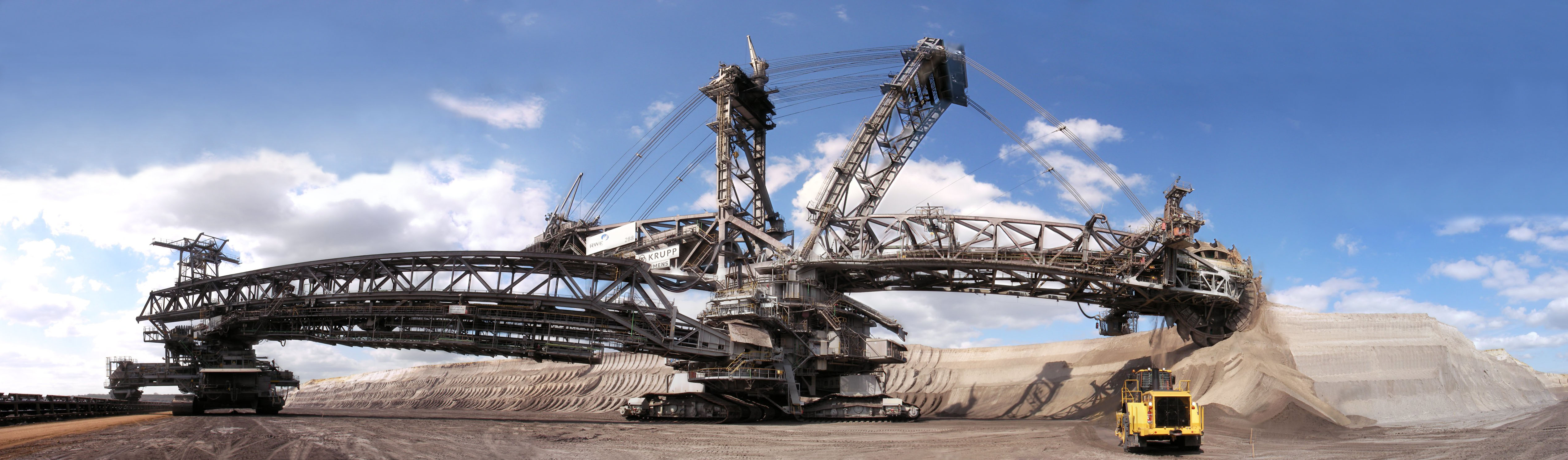
La Bagger 288.

La gran Bagger 288 va ésser construïda amb l'objectiu que realitzés el treball d'eliminació de runes de la mineria del carbó a la mina "Hambach stripmine", a Alemanya. Té una capacitat per a excavar fins a 240 000 tones de carbó 240 000 m³ de runes al dia; el qual és equivalent a un camp de futbol excavat fins a 30 metres de profunditat. El carbó produït en un dia arriba a omplir 2400 vagons sencers de carbó. L'excavadora fa uns 240 metres de llargada i, aproximadament, 96 metres d'altura. El funcionament de la Bagger 288 requereix 16,56 megawatts d'electricitat subministrada des l'exterior. Pot arribar a desplaçar-se a una velocitat de 2 a 10 metres per minut, (0,1 a 0,6 km/h).
El xassís de la secció principal és de 46 metres d'amplada i s'assenta en tres grans fileres de quatre conjunts de blocs d'eruga, cadascun de 3,8 metres d'amplada. L'enorme àrea de superfície de la màquina excavadora suposa que la pressió que exerceix la Bagger 288 sobre el sòl és molt petita (17,1 N/cm<2), això permet a l'excavadora viatjar sobre la grava, la terra i fins i tot herba, sense deixar cap mena de marca significativa. La Bagger 288 posseeix un radi de gir molt reduït, d'aproximadament 100 metres, i pot salvar un pendent de, com a màxim, 1:18. A l'extrem de cada braç hi ha una roda amb 18 pales excavadores, la roda mesura 21,6 metres de diàmetre i cadascuna de les pales en pot extreure 6,6 metres cúbics de material.
Al febrer de l'any 2001, l'excavadora havia deixat al descobert completament la font de carbó en la mina de Hambach Tagebau i ja no era necessària allà. En tres setmanes va fer un viatge de 22 kilòmetres a la Tagebau Garzweiler, viatjant a través de l'autopista Autobahn 61, el riu Erft, una línia de ferrocarril i diferents carreteres. La mesura costà gairebé 15.000.000 de marcs alemanys i requerí un equip de setanta treballadors. Van aconseguir creuar els rius mitjançant la col·locació de tubs d'acer d'enormes dimensions perquè l'aigua passés al seu través. Per a presentar una superfície llisa sobre les canonades es van usar roques i grava. En alguns llocs es va plantar herba especial per a suavitzar l'efecte del pas de la Bagger sobre el subsòl. Tot això a causa que moure la Bagger 288 en una sola peça resultava més econòmic que desmuntar l'excavadora i realitzar el seu transport peça a peça.